# Ametabolismo
Ametabolismo es un término utilizado para describir el modo de desarrollo de ciertos insectos en el que hay poco o nada de metamorfosis, solamente un crecimiento gradual del tamaño. Está presente solo en los insectos más primitivos, sin alas, como los del orden Zygentoma.